# مرجان ستاره‌ای
مرجان ستاره‌ای (نام علمی: Heliofungia actiniformis) نام یک گونه از تیره مرجان‌های قارچی است.